# Primera B de Fútbol Femenino 2019 (Chile)
El Campeonato Nacional de la Primera B de Fútbol Femenino 2019 fue el primer torneo de la Primera B de Fútbol Femenino de Chile. El inicio del torneo está previsto para el mes de abril. Este fue el primer torneo bajo la nueva modalidad, ya que a los clubes se los ha dividido por primera vez en dos categorías.
El torneo fue suspendido abruptamente, debido al estallido social que se inició en el país, que impidió que los partidos pudiesen disputarse. Luego de cinco semanas de manifestaciones a nivel nacional, la ANFP intentó reiniciar el torneo, sin conseguirlo.

## Sistema de Campeonato
Los 15 clubes serán divididos en 3 grupos zonales. Los ganadores de cada grupo y el mejor segundo (mediante una tabla ponderada) clasificarán a la Fase Final de Play-offs, donde los finalistas ascenderán a Primera División.
En cada Categoría, el Campeonato se desarrollará en una fase regular y una fase de play off. En cada zona se jugará en dos ruedas, en la modalidad todos contra todos.
Zona Norte: San Marcos de Arica, Deportes Copiapó, Deportes La Serena y Coquimbo Unido.
Zona Centro: San Luis, Unión La Calera, Boston College, Unión Española y O’Higgins.
Zona Sur: Curicó Unido, Rangers, Huachipato, Magallanes, UACH y Deportes Puerto Montt.
Cada rueda tendrá seis fechas para la Zona Norte y diez fechas para la Zona Centro. La Zona Sur tendrá cinco fechas en la primera rueda y diez en la segunda.
En cada fecha, jugará de forma preliminar la Categoría Adulta y la Categoría Sub-17 lo hará treinta minutos después. Clasificarán a la fase de play off el Club con mejor puntaje de cada zona geográfica y el Club con segundo mejor puntaje entre todas las zonas; todo según la Tabla General Ponderada (sumatoria de adulta y sub-17).
Las semifinales se disputarán en partidos únicos en llaves de eliminación directa, en que se enfrentará el equipo clasificado como primero de la Zona Norte con el primero de la Zona Sur, y el primero de la Zona Centro con el Mejor Segundo, respectivamente, y será local el equipo que haya obtenido mejor posición en la fase regular. Para estos efectos, con la sola excepción de determinar al primero de cada Zona, en cada categoría se dividirá el puntaje obtenido en el número de partidos disputados. Estos coeficientes de rendimiento serán ponderados según la Tabla General Ponderada.
En caso de empate en un partido semifinal, clasificará a la final el equipo que resulte ganador en una serie de lanzamientos penales.
La final se disputará en un partido único en que se enfrentarán los equipos ganadores de cada llave semifinal, y será local el equipo que haya obtenido mejor posición en la fase regular.
En caso de empate en el partido final, se titulará campeón el equipo que resulte ganador en una serie de lanzamientos penales.

## Incorporaciones y descensos
|  | Incorporaciones |
|  | --------------- |
|  | O'Higgins       |
|  | Unión Española  |
|  | Huachipato      |
|  | Coquimbo Unido  |

|  | Descendidos de Primera División |
|  | ------------------------------- |
|  | San Marcos de Arica             |
|  | Deportes Copiapó                |
|  | Deportes La Serena              |
|  | San Luis                        |
|  | Unión La Calera                 |
|  | Boston College                  |
|  | Curicó Unido                    |
|  | Rangers                         |
|  | Magallanes                      |
|  | Universidad Austral de Chile    |
|  | Deportes Puerto Montt           |
|  | Deportes Tocopilla (Retirado)   |

## Equipos participantes

### Equipos por región
| Equipo                       | Región             | Comuna o ciudad          |
| ---------------------------- | ------------------ | ------------------------ |
| San Marcos de Arica          | Arica y Parinacota | Arica                    |
| Deportes Copiapó             | Atacama            | Copiapó                  |
| Deportes La Serena           | Coquimbo           | La Serena                |
| Coquimbo Unido               | Coquimbo           | Coquimbo                 |
| San Luis                     | Valparaíso         | Quillota                 |
| Unión La Calera              | Valparaíso         | La Calera                |
| Boston College               | Metropolitana      | Santiago (Maipú)         |
| Unión Española               | Metropolitana      | Santiago (Independencia) |
| O'Higgins                    | O'Higgins          | Rancagua                 |
| Curicó Unido                 | Maule              | Curicó                   |
| Rangers                      | Maule              | Talca                    |
| Huachipato                   | Biobío             | Talcahuano               |
| Magallanes                   | Araucanía          | Temuco                   |
| Universidad Austral de Chile | Los Ríos           | Valdivia                 |
| Deportes Puerto Montt        | Los Lagos          | Puerto Montt             |

| Unión Española Boston College |

## Datos
| Equipo                       | Ciudad                   | Entrenador         | Estadio                                |
| ---------------------------- | ------------------------ | ------------------ | -------------------------------------- |
| Boston College               | Santiago (Maipú)         | Mario Rivera       | Santiago Bueras                        |
| Coquimbo Unido               | Coquimbo                 | Marcelo Corrales   | Complejo Las Rosas                     |
| Curicó Unido                 | Curicó                   | Alejandro Maureira | Complejo Deportivo Curicó Unido        |
| Deportes Copiapó             | Copiapó                  | Bryan Alfaro       | La Caldera                             |
| Deportes La Serena           | La Serena                | Pablo Guerra       | Complejo Los Llanos                    |
| Deportes Puerto Montt        | Puerto Montt             | Mauricio Sanz      | Complejo Estero Lobos 2 (Puerto Montt) |
| Huachipato                   | Talcahuano               | Franco Tapia       | Complejo Estadio Huachipato-CAP Acero  |
| Magallanes                   | Temuco                   | Cristián Figueroa  |                                        |
| O'Higgins                    | Rancagua                 | Omar Elías         | Monasterio Celeste                     |
| Rangers                      | Talca                    | Luis Rojas         | Municipal de Villa Alegre              |
| San Luis                     | Quillota                 | Javiera Faúndez    | Lucio Fariña Fernández                 |
| San Marcos de Arica          | Arica                    | Raúl Figueroa      | Carlos Dittborn                        |
| Unión Española               | Santiago (Independencia) | Aldo Chanampa      | Municipal de Cerro Navia               |
| Unión La Calera              | La Calera                | José Aguilar       |                                        |
| Universidad Austral de Chile | Valdivia                 | Nicolás Mujica     | Parque Municipal                       |

## Fase Zonal

### Zona Norte
| 1.                                  | Deportes La Serena  | 39 | 1,6 | 0,8 | 2,4 |
| 2.                                  | San Marcos de Arica | 25 | 1,8 | 0,2 | 2,0 |
| 3.                                  | Deportes Copiapó    | 13 | 0,8 | 0,2 | 1,0 |
| 4.                                  | Coquimbo Unido      | 18 | 0,0 | 0,7 | 0,7 |
| Actualizado el 6 de octubre de 2019 |                     |    |     |     |     |

     Clasificado a Play-Offs.

#### Primera rueda
Esta rueda tendrá 6 fechas.
| Deportes Copiapó    | Deportes La Serena | 2—5 | La Caldera       | 13 de abril | 15:00 |
| San Marcos de Arica | Coquimbo Unido     | 6—3 | Estadio Canadela | 13 de abril | 15:45 |

| Coquimbo Unido      | Deportes La Serena | 2—4 | Complejo Las Rosas | 20 de abril | 11:00 |
| San Marcos de Arica | Deportes Copiapó   | 8—1 | Estadio Canadela   | 20 de abril | 15:00 |

| Deportes Copiapó   | Coquimbo Unido      | 1—0 | La Caldera          | 27 de abril | 15:00 |
| Deportes La Serena | San Marcos de Arica | 3—6 | Complejo Los Llanos | 28 de abril | 09:00 |

| Deportes La Serena | Deportes Copiapó    | 2—5 | Complejo Los Llanos       | 5 de mayo  | 10:00 |
| Coquimbo Unido     | San Marcos de Arica | 2—5 | Complejo Deportivo Atenas | 2 de junio | 09:00 |

| Deportes Copiapó   | San Marcos de Arica | 1—2 | La Caldera          | 11 de mayo | 16:30 |
| Deportes La Serena | Coquimbo Unido      | 2—1 | Complejo Los Llanos | 12 de mayo | 10:00 |

| Coquimbo Unido      | Deportes Copiapó   | 0—2 | Complejo Deportivo Atenas | 18 de mayo | 11:00 |
| San Marcos de Arica | Deportes La Serena | 2—3 | Estadio Canadela          | 18 de mayo | 16:00 |

#### Segunda rueda
Esta rueda tendrá 6 fechas.
| Deportes Copiapó    | Deportes La Serena | 1—4 | La Caldera       | 14 de septiembre | 10:00 |
| San Marcos de Arica | Coquimbo Unido     | 3—2 | Estadio Canadela | 14 de septiembre | 16:00 |

| San Marcos de Arica | Deportes Copiapó   | 2—0 | Estadio Canadela   | 28 de septiembre | 15:40 |
| Coquimbo Unido      | Deportes La Serena | 0—5 | Complejo Las Rosas | 29 de septiembre | 14:00 |

| Deportes Copiapó   | Coquimbo Unido      | 5—3 | Estadio La Caldera | 12 de octubre | 10:30 |
| Deportes La Serena | San Marcos de Arica | 4—0 | Complejo Borde Río | 13 de octubre | 13:30 |

| Coquimbo Unido     | San Marcos de Arica | 4—5 |                    | 19 de octubre |       |
| Deportes La Serena | Deportes Copiapó    | 1—1 | Complejo Borde Río | 19 de octubre | 12:00 |

|  |  | — |
|  |  | — |

|  |  | — |
|  |  | — |

### Zona Centro
| 1.                                  | Unión Española  | 39 | 1,8 | 0,1 | 1,9 |
| 2.                                  | Boston College  | 44 | 1,1 | 0,6 | 1,7 |
| 3.                                  | O'Higgins       | 38 | 0,7 | 0,6 | 1,3 |
| 4.                                  | San Luis        | 32 | 0,8 | 0,4 | 1,2 |
| 5.                                  | Unión La Calera | 29 | 0,6 | 0,4 | 1,0 |
| Actualizado el 6 de octubre de 2019 |                 |    |     |     |     |

     Clasificado a Play-Offs.

#### Primera rueda
Esta rueda tendrá 10 fechas.
| Unión La Calera       | O'Higgins      | 1—1 | Estadio Militar           | 24 de marzo | 10:00 |
| San Luis              | Unión Española | 0—5 | Bicentenario Lucio Fariña | 24 de marzo | 11:00 |
| Libre: Boston College |                |     |                           |             |       |

| Boston College        | Unión La Calera | 5—0 | Santiago Bueras   | 31 de marzo | 10:00 |
| O'Higgins             | San Luis        | 1—1 | Lourdes, Rancagua | 31 de marzo | 11:00 |
| Libre: Unión Española |                 |     |                   |             |       |

| Unión Española         | O'Higgins      | 3—1 | Municipal de Cerro Navia  | 13 de abril | 15:00 |
| San Luis               | Boston College | 0—5 | Bicentenario Lucio Fariña | 14 de abril | 11:00 |
| Libre: Unión La Calera |                |     |                           |             |       |

| Unión La Calera  | San Luis       | 2—1 | Complejo Quilín (cancha 1) | 20 de abril | 11:00 |
| Boston College   | Unión Española | 2—1 | Santiago Bueras            | 21 de abril | 10:15 |
| Libre: O'Higgins |                |     |                            |             |       |

| O'Higgins       | Boston College  | 1—0 | Patricio Mekis, Rancagua | 27 de abril | 10:00 |
| Unión Española  | Unión La Calera | 7—0 | Municipal de Cerro Navia | 27 de abril | 14:00 |
| Libre: San Luis |                 |     |                          |             |       |

| Unión Española        | San Luis        | 6—1 | Municipal de Cerro Navia      | 4 de mayo | 14:00 |
| O'Higgins             | Unión La Calera | 0—1 | Complejo Deportivo Nororiente | 5 de mayo | 11:00 |
| Libre: Boston College |                 |     |                               |           |       |

| Unión La Calera       | Boston College | 0—5 | Municipal de San Ramón | 11 de mayo | 10:00 |
| San Luis              | O'Higgins      | 0—1 | Complejo Club San Luis | 12 de mayo | 11:00 |
| Libre: Unión Española |                |     |                        |            |       |

| O'Higgins              | Unión Española | 0—1 | Complejo Deportivo Nororiente | 19 de mayo | 11:00 |
| Boston College         | San Luis       | 5—0 | Santiago Bueras               | 19 de mayo | 11:00 |
| Libre: Unión La Calera |                |     |                               |            |       |

| Unión Española   | Boston College  | 2—0 | Municipal de Cerro Navia  | 13 de julio | 13:00 |
| San Luis         | Unión La Calera | 2—1 | Bicentenario Lucio Fariña | 14 de julio | 11:00 |
| Libre: O'Higgins |                 |     |                           |             |       |

| Unión La Calera | Unión Española | 1—7 | Municipal de San Ramón | 20 de julio | 09:45 |
| Boston College  | O'Higgins      | 1—1 | Santiago Bueras        | 21 de julio | 10:00 |
| Libre: San Luis |                |     |                        |             |       |

#### Segunda rueda
Esta rueda tendrá 10 fechas.
| San Luis              | Unión Española | 0—5 | Bicentenario Lucio Fariña | 10 de agosto | 11:00 |
| Unión La Calera       | O'Higgins      | 2—2 | Municipal de San Ramón    | 11 de agosto | 10:00 |
| Libre: Boston College |                |     |                           |              |       |

| Boston College        | Unión La Calera | 0—1 | Santiago Bueras                        | 18 de agosto | 11:00 |
| O'Higgins             | San Luis        | 0—1 | Complejo Estadio Municipal de Rancagua | 18 de agosto | 11:00 |
| Libre: Unión Española |                 |     |                                        |              |       |

| Unión Española         | O'Higgins      | 4—3 | Santa Laura-U. SEK (cancha 2) | 24 de agosto | 14:30 |
| San Luis               | Boston College | 2—2 | Complejo Club San Luis        | 25 de agosto | 12:00 |
| Libre: Unión La Calera |                |     |                               |              |       |

| Unión La Calera  | San Luis       | 0—1 | Municipal de San Ramón | 8 de septiembre | 10:00 |
| Boston College   | Unión Española | 0—2 | Santiago Bueras        | 8 de septiembre | 15:15 |
| Libre: O'Higgins |                |     |                        |                 |       |

| Unión Española  | Unión La Calera | 4—1 | Municipal de Cerro Navia | 14 de septiembre | 14:30 |
| O'Higgins       | Boston College  | 2—3 | Patricio Mekis, Rancagua | 15 de septiembre | 11:00 |
| Libre: San Luis |                 |     |                          |                  |       |

| Unión Española        | San Luis        | 1—1 | Municipal de Cerro Navia | 28 de septiembre | 13:15 |
| O'Higgins             | Unión La Calera | 3—1 | Patricio Mekis, Rancagua | 29 de septiembre | 11:00 |
| Libre: Boston College |                 |     |                          |                  |       |

| Unión La Calera       | Boston College | 3—0 | Municipal de San Ramón    | 12 de octubre | 10:00 |
| San Luis              | O'Higgins      | 2—5 | Bicentenario Lucio Fariña | 13 de octubre | 11:00 |
| Libre: Unión Española |                |     |                           |               |       |

| Boston College         | San Luis       | — |  |  |  |
| O'Higgins              | Unión Española | — |  |  |  |
| Libre: Unión La Calera |                |   |  |  |  |

|        |  | — |
|        |  | — |
| Libre: |  |   |

|        |  | — |
|        |  | — |
| Libre: |  |   |

### Zona Sur
| 1.                                  | Deportes Puerto Montt        | 53 | 1,7 | 0,7 | 2,4 |
| 2.                                  | Huachipato                   | 52 | 1,3 | 0,8 | 2,1 |
| 3.                                  | Curicó Unido                 | 31 | 1,4 | 0,2 | 1,6 |
| 4.                                  | Universidad Austral de Chile | 34 | 1,0 | 0,5 | 1,5 |
| 5.                                  | Magallanes                   | 21 | 0,6 | 0,3 | 0,9 |
| 6.                                  | Rangers                      | 0  | 0,0 | 0,0 | 0,0 |
| Actualizado el 6 de octubre de 2019 |                              |    |     |     |     |

     Clasificado a Play-Offs.

#### Primera rueda
Esta rueda tendrá 5 fechas
| Rangers      | Universidad Austral de Chile | 0—7 | Complejo Brilla El Sol | 20 de abril | 10:00 |
| Curicó Unido | Deportes Puerto Montt        | 2—1 | Complejo Curicó Unido  | 21 de abril | 10:30 |
| Huachipato   | Magallanes                   | 2—2 | Complejo Estadio CAP   | 21 de abril | 13:00 |

| Universidad Austral de Chile | Huachipato | 2—2 | Estadio Univ., Campus Miraflores | 27 de abril | 10:00 |
| Curicó Unido                 | Rangers    | 5—0 | Complejo Curicó Unido            | 27 de abril | 10:30 |
| Deportes Puerto Montt        | Magallanes | 5—1 | Complejo Estero Lobos 2          | 27 de abril | 13:00 |

| Magallanes | Universidad Austral de Chile | 1—3 | Estadio Tegualda de Temuco | 4 de mayo | 11:45 |
| Rangers    | Deportes Puerto Montt        | 0—6 | Municipal de San Clemente  | 5 de mayo | 10:00 |
| Huachipato | Curicó Unido                 | 1—0 | Complejo Estadio CAP       | 5 de mayo | 10:00 |

| Deportes Puerto Montt | Universidad Austral de Chile | 3—1 | Bicentenario Chinquihue   | 11 de mayo | 19:00 |
| Curicó Unido          | Magallanes                   | 1—2 | Complejo Curicó Unido     | 12 de mayo | 10:30 |
| Rangers               | Huachipato                   | 0—7 | Municipal de San Clemente | 12 de mayo | 13:00 |

| Magallanes                   | Rangers               | 6—0 | Estadio Tegualda de Temuco       | 18 de mayo | 12:15 |
| Huachipato                   | Deportes Puerto Montt | 1—3 | Complejo Estadio CAP             | 18 de mayo | 15:00 |
| Universidad Austral de Chile | Curicó Unido          | 0—3 | Estadio Univ., Campus Miraflores | 18 de mayo | 18:15 |

#### Segunda rueda
Esta rueda tendrá 10 fechas.
| Magallanes                   | Huachipato   | 0—3 | Campos Deportivos Temuco | 10 de agosto | 13:30 |
| Universidad Austral de Chile | Rangers      | 3—2 | Estadio El Boldo, Corral | 10 de agosto | 15:30 |
| Deportes Puerto Montt        | Curicó Unido | 1—1 | Bicentenario Chinquihue  | 11 de agosto | 10:00 |

| Magallanes | Deportes Puerto Montt        | 0—2 | Estadio Tegualda de Temuco | 17 de agosto | 11:45 |
| Huachipato | Universidad Austral de Chile | 7—0 | Complejo Estadio CAP       | 18 de agosto | 10:00 |
| Rangers    | Curicó Unido                 | 1—4 | Municipal de San Clemente  | 18 de agosto | 14:00 |

| Curicó Unido                 | Huachipato | 3—2 | Complejo Curicó Unido                   | 24 de agosto | 10:00 |
| Deportes Puerto Montt        | Rangers    | 6—0 | Bicentenario Chinquihue                 | 24 de agosto | 14:00 |
| Universidad Austral de Chile | Magallanes | 3—2 | Estadio Universitario Campus Miraflores | 24 de agosto | 15:00 |

| Magallanes                   | Curicó Unido          | 3—4 | Turinga                                 | 7 de septiembre | 10:30 |
| Universidad Austral de Chile | Deportes Puerto Montt | 1—3 | Estadio Universitario Campus Miraflores | 7 de septiembre | 15:30 |
| Huachipato                   | Rangers               | 2—0 | Complejo Estadio CAP                    | 8 de septiembre | 13:15 |

| Curicó Unido          | Universidad Austral de Chile | 3—0 | Complejo Curicó Unido     | 14 de septiembre | 16:30 |
| Deportes Puerto Montt | Huachipato                   | 0—0 | Bicentenario Chinquihue   | 15 de septiembre | 10:00 |
| Rangers               | Magallanes                   | 0—1 | Municipal de San Clemente | 15 de septiembre | 10:00 |

| Curicó Unido | Deportes Puerto Montt        | 2—1 | Complejo Curicó Unido   | 28 de septiembre | 16:00 |
| Rangers      | Universidad Austral de Chile | 0—4 | Complejo Flor del Llano | 29 de septiembre | 11:00 |
| Huachipato   | Magallanes                   | 4—3 | Complejo Estadio CAP    | 29 de septiembre | 12:30 |

| Curicó Unido                 | Rangers    | 6—0 | Complejo Curicó Unido          | 12 de octubre | 16:00 |
| Universidad Austral de Chile | Huachipato | 0—2 | Campos Miraflores de la U.A.CH | 13 de octubre | 10:30 |
| Deportes Puerto Montt        | Magallanes | —   |                                | 31 de octubre |       |

| Rangers    | Deportes Puerto Montt        | 0—8 | Complejo Flor del Llano    | 19 de octubre | 11:00 |
| Magallanes | Universidad Austral de Chile | 3—3 | Estadio Tegualda de Temuco | 19 de octubre | 12:00 |
| Huachipato | Curicó Unido                 | —   |                            |               |       |

|  |  | — |
|  |  | — |
|  |  | — |

|  |  | — |
|  |  | — |
|  |  | — |

## Goleadoras

### Categoría Adultas
| Jugadora          | Equipo                | Anotado |
| ----------------- | --------------------- | ------- |
| Verónica Riquelme | Unión Española        | 29      |
| Bárbara Álvarez   | San Marcos de Arica   | 14      |
| Sonya Keefe       | Boston College        | 10      |
| Javiera Blanco    | Deportes Puerto Montt | 10      |
| Claudia Salfate   | Deportes La Serena    | 8       |
| Javiera Grez      | Curicó Unido          | 7       |
| Vanessa Riquelme  | Curicó Unido          | 7       |
| Candy Schencke    | Deportes Puerto Montt | 7       |
| Evangely Herrera  | Huachipato            | 7       |
| María Vidal       | San Marcos de Arica   | 7       |
| Jeanette Tobar    | Unión Española        | 6       |